# Amytta
Amytta is een geslacht van rechtvleugeligen uit de familie sabelsprinkhanen (Tettigoniidae). De wetenschappelijke naam van dit geslacht is voor het eerst geldig gepubliceerd in 1888 door Karsch.

## Soorten
Het geslacht Amytta omvat de volgende soorten:
- Amytta abbreviata Beier, 1967
- Amytta kilimandjarica Hemp, 2001
- Amytta olindo Hemp, 2001
- Amytta pellucida Karsch, 1888
- Amytta ukamica Beier, 1965